# 1+9+8+2
1+9+8+2 — п'ятнадцятий студійний альбом британського рок-гурту Status Quo, який вийшов 16 квітня 1982 року.

## Список композицій
1. She Don't Fool Me - 4:36
2. Young Pretender - 3:34
3. Get Out And Walk - 3:13
4. Jealousy - 2:55
5. I Love Rock 'N' Roll - 3:16
6. Resurrection - 3:49
7. Dear John - 3:14
8. Doesn't Matter - 3:41
9. I Want The World To Know - 3:23
10. I Should Have Known - 3:31
11. Big Man - 3:45

## Учасники запису
- Френсіс Россі — вокал, гітара
- Рік Парфітт — вокал, гітара
- Алан Ланкастер — бас-гітара
- Піт Кірхер — ударні
- Енді Боун — клавішні